# Arthur Kobler
Arthur Kobler (* 9. April 1905 in Wattwil, heimatberechtigt in Rüthi SG; † 27. Dezember 2003 in St. Gallen) war ein Schweizer Historiker und Autor.

## Leben
Kobler besuchte das Gymnasium Immensee und absolvierte ein Theologiestudium an der Universität Fribourg. Die Priesterweihe erfolgte 1928 in der Kathedrale St. Gallen. Ab diesem Jahr war er als Vikar in der Kirche Heiligkreuz in St. Gallen tätig. Schon zu dieser Zeit entwickelte er ein grosses Interesse an der Lokalgeschichte. So verfasste er eine Schrift über seinen ersten Wirkungsort. 1928 lernte Kobler das Schloss Wartegg in Rorschacherberg kennen. Er wurde beigezogen, als das zu Verkauf stehende Schloss bezüglich Eignung als Altersheim für Geistliche geprüft wurde. Viele Jahre später wurde er 1950 Kaplan in Wilen-Wartegg bei Schloss Wartegg. Er wählte diesen Ort wegen dessen geschichtlicher Vergangenheit. Vor Ort konnte er die Geschichte dieses Schlosses und dessen Bewohner ergründen. Während und nach der Zeit der Französischen Revolution wurde Wartegg zu einem Zufluchtsort adeliger Flüchtlinge. So weilte der abgesetzte französische Minister Marc Marie Marquis de Bombelles von 1791 bis 1794 auf Wartegg. Von Wartegg aus wurden europaweit Fäden gesponnen. Die entsprechende Korrespondenz diente Kobler zur Rekonstruktion der Geschichte dieser Zeit. Später folgten Bewohner der Bourbon-Parma-Familie im 19. Jahrhundert und der österreichischen Kaiserfamilie nach dem Ersten Weltkrieg. Kobler sichtete die vorhandenen Schriften und dokumentierte seine Ergebnisse in Veröffentlichungen. Er verwaltete das Bourbon-Parma-Depositum, welches ab 1985 dem Heimatmuseum Kornhaus in Rorschach als Wartegg-Abteilung eingegliedert und später teilweise der Kantonsbibliothek St. Gallen übergeben wurde. In diesem Zusammenhang pflegte er Kontakt zu Zita von Bourbon-Parma, der letzten Kaiserin von Österreich, welche einen Teil ihres Lebens auf Schloss Wartegg verbracht hatte und später in Zizers lebte. Nach 1979 bis zu seinem Tod lebte Kobler wieder im Quartier St. Gallen-Heiligkreuz und setzte dort seine Geschichtsstudien fort. Sein Gönner war der Transportunternehmer Emil Egger, welcher an Lokalgeschichte interessiert war. Kobler reiste 1983 in die Bretagne, um in einer Predigt der dortigen Bevölkerung den heiligen Gallus bekannter zu machen, welcher von dort aus in die Ostschweiz gezogen sei. Hochbetagt konnte Kobler im Jahr 2000 an einer Feier nach der Renovation des Schlosses Wartegg teilnehmen und dort einen Vortrag über sein Lebenswerk halten. Zu den geladenen Gästen zählten Adelige mit Bezug zur Schlossgeschichte, insbesondere auch Christoph und Annemarie von Blarer als direkte Nachkommen der ursprünglichen Erbauer des Schlosses.

## Ehrung
- Kobler wurde 1980 durch den Bischof von St. Gallen zum Ehrenkanonikus ernannt.

## Veröffentlichungen

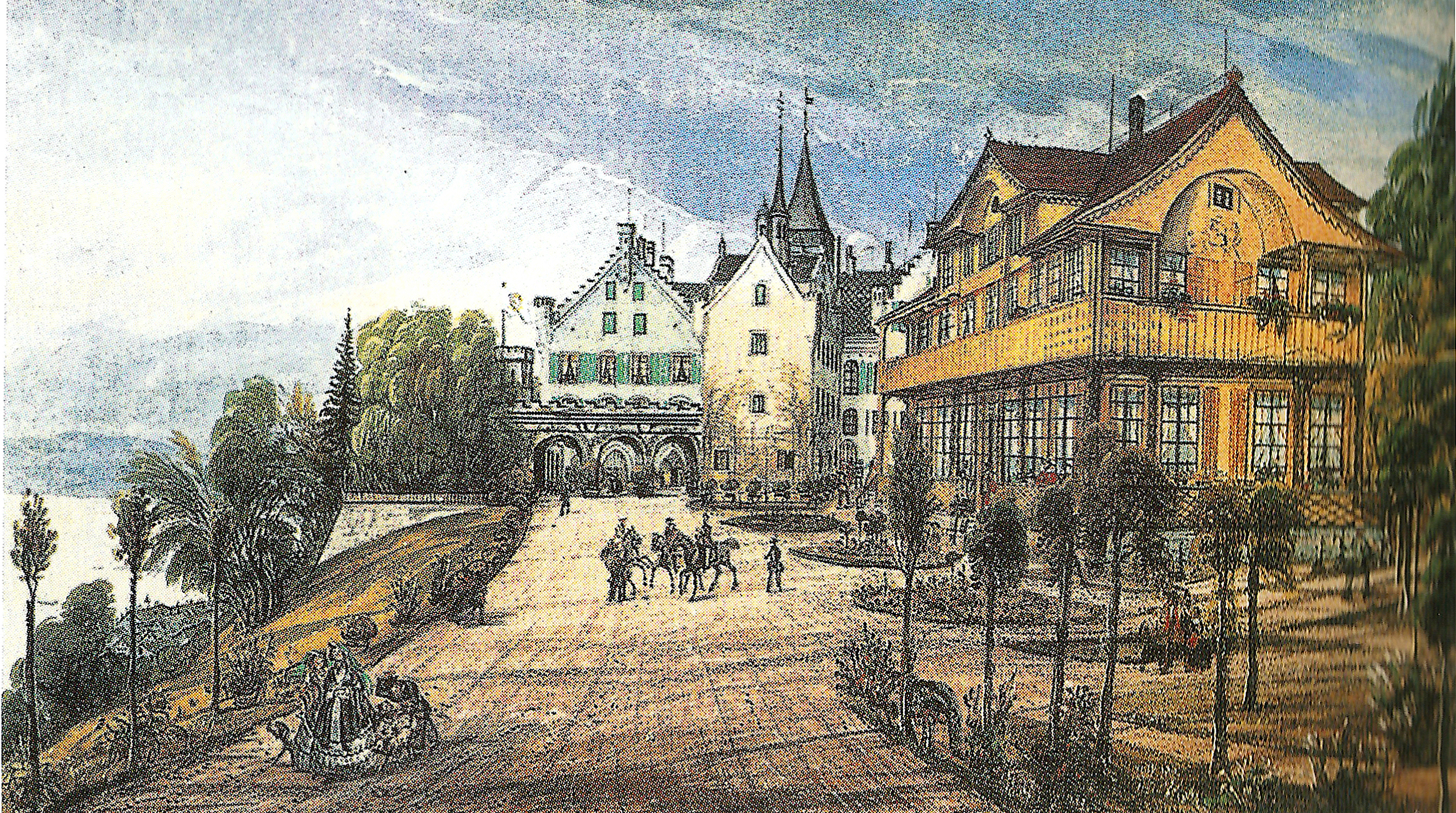
Schloss Wartegg 1854

- Ein Führer durch die Geschichte und das Museum des Schlosses Wartegg im Kornhaus Rorschach.  Amt für Kulturpflege, St. Gallen 1988.
- Das Schloss Wartegg – Geschichte, Bewohner, Gäste. St. Gallen 2005 (Erstausgabe 1995), ISBN 3-9523018-0-9.
- Die Tagebucheinträge der Töchter Wynne im Schloss Wartegg zur Zeit der Französischen Revolution. Rorschach: E. Löpfe-Benz 1998, ISBN 395212222X.